# Anything for You
Singles de Gloria Estefan et Miami Sound Machine
Can't Stay Away from You
(1988) 1-2-3
(1988)
Anything for You est une chanson de Gloria Estefan et Miami Sound Machine issue de leur dixième album studio Let It Loose. Elle sort en single en 1988 sous le label Epic Records.

## Performance dans les hits-parades
| Classement (1988)              | Meilleure position |
| ------------------------------ | ------------------ |
| Australie (ARIA)               | 11                 |
| Belgique (VRT Top 30)          | 4                  |
| Canada (RPM Top 100 Singles)   | 10                 |
| Pays-Bas (Nederlandse Top 40)  | 2                  |
| Royaume-Uni (UK Singles Chart) | 10                 |
| États-Unis (Hot 100)           | 1                  |